# Larnagol
Larnagol är en kommun i departementet Lot i regionen Occitanien i södra Frankrike. Kommunen ligger i kantonen Cajarc som tillhör arrondissementet Figeac. År 2022 hade Larnagol 136 invånare.

## Befolkningsutveckling
Antalet invånare i kommunen Larnagol
| Referens: INSEE |